# هاري ر. ولمان
هاري ر. ولمان (بالإنجليزية: Harry R. Wellman)‏ هو أكاديمي أمريكي، ولد في 4 مارس 1899 في Mountain View, Alberta ‏ في كندا، وتوفي في 18 أغسطس 1997.